# Калтаєво (Кушнаренковський район)
Калта́єво (рос. Калтаево, башк. Ҡалтай) — село у складі Кушнаренковського району Башкортостану, Росія.
Населення — 576 осіб (2010; 682 у 2002).
Національний склад:
- башкири — 53 %
- татари — 44 %